# Ротенберг
Ротенберг (нім. Rothenberg) — громада в Німеччині, знаходиться в землі Гессен. Підпорядковується адміністративному округу Дармштадт. Входить до складу району Оденвальд.
Площа — 30,48 км2. Населення становить Невірний параметр metadata 06 437 014 ос. (станом на 31 грудня 2020).